# International Democrat Union
International Democrat Union (forkortet IDU) er en international gruppering af konservative, liberalkonservative og kristendemokratisk partier.
Organisationen, der blev dannet i 1983 af bl.a. Margaret Thatcher, Helmut Kohl, George H. W. Bush og Jacques Chirac, fungerer som forum for udveksling af synspunkter og dannelse af netværk samt som internationalt talerør for centrum-højre. Hovedsædet er beliggende i Oslo. Formand er p.t. John Howard, tidligere premierminister i Australien. IDU's europæsiske gren er Europæisk Folkeparti.

## Medlemmer
- Australien: Liberal Party of Australia
- Canada: Conservative Party of Canada
- Danmark: Det Konservative Folkeparti
- Finland: Samlingspartiet
- Frankrig: Les Républicains
- Grækenland: Nyt Demokrati
- Indien: Bharatiya Janata Party
- Island: Sjálfstæðisflokkurinn
- Norge: Høyre
- Storbritannien: Conservatives
- Spanien: Partido Popular
- Sverige: Moderaterna
- Tyskland: CDU
- Tyskland: CSU
- USA: Republikanerne
- Østrig: Österreichische Volkspartei